# アントニオ・パチノッティ

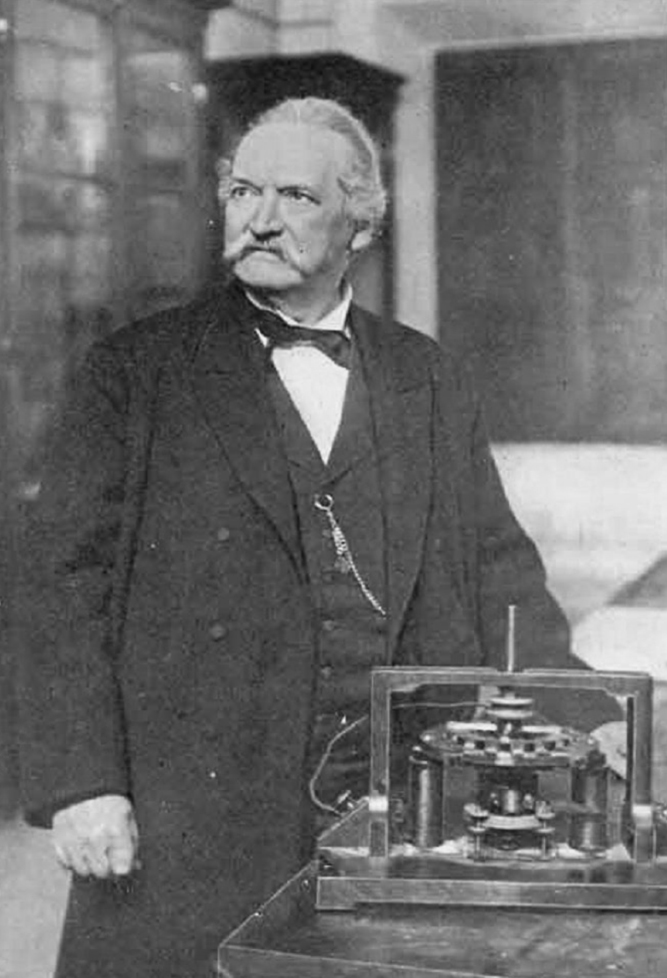
アントニオ・パチノッティ

アントニオ・パチノッティ（Antonio Pacinotti、1841年6月17日 - 1912年5月22日) はイタリアの物理学者、直流発電機の発明者である。
ピサ大学の物理学の教授である。直流発電機の発明者として知られる。1865年に発表したIl Nuovo Cimentoの論文のなかで発表した。リング状の電機子のまわりに導線をまく構造を考案し、これは従来のものよりも安定した直流がえられた。この装置は電動機としても用いることができることも見出した。
1862年のスウィフト・タットル彗星（109P/Swift-Tuttle）の発見者のひとりである。